# Plenum des ZK der BKP am 10. November 1989
Das Plenum des ZK der BKP am 10. November 1989 (bulgarisch ноемврийски пленум „Novemberplenum“) war ein Treffen des Zentralkomitees der Kommunistischen Partei der Volksrepublik Bulgarien, bei dem der langjährige Staats- und Parteichef Todor Schiwkow von seiner Funktion als Generalsekretär – und infolgedessen auch als Staatsoberhaupt – zurücktrat. Damit endete nach 42 Jahren der real existierende Sozialismus in Bulgarien und mit ihm die 35 Jahre andauernde Ära Schiwkow.

## Bedeutung
Der 10. November 1989 gilt als Beginn des Übergangs Bulgariens zur repräsentativen liberalen Demokratie und zur Marktwirtschaft. Mit dem Ende des Einparteienregimes und der darauffolgenden Umbenennung der bisher herrschenden Kommunistischen Partei in Bulgarische Sozialistische Partei setzte die Wende zum Mehrparteiensystem ein. Dieser etwa 15 Monate anhaltende Reformprozess ist in Bulgarien als преходът „Übergang“ oder българският преход „bulgarischer Übergang“ bekannt.
Der Philosoph, Dissident und spätere Staatspräsident Schelju Schelew bezeichnete das Novemberplenum als „Staatsstreich“. Zusammen mit den folgenden Ereignissen des bulgarischen Übergangs wird es oft als „stille Revolution“ charakterisiert.

## Vorangegangene Ereignisse
Mit dem Machtantritt Michail Gorbatschows begann in der UdSSR der Prozess von Glasnost und Perestroika. Dieser ganzheitliche wirtschaftliche und soziale Wandel betraf auch die Mitgliedsstaaten des Warschauer Vertrages und des Rates für gegenseitige Wirtschaftshilfe. Bulgarien, das zu dieser Zeit als einer der treuesten Satellitenstaaten der Sowjetunion galt, kündigte ebenfalls einen Kurs der Reorganisation des bestehenden soziopolitischen und wirtschaftlichen Systems im Land an.
In mehreren Reden konstatierte Schiwkow, dass das bisherige System nicht mehr ausreiche, um die veränderten Wünsche und Bedürfnisse der Gesellschaft zu erfüllen. Die Parteiführung schob vermehrt auftretende soziale und politische Probleme auf eine unausgereifte gesellschaftliche Struktur, Schiwkow bezeichnete den Sozialismus gar als „eine Frühgeburt“. Gedanken über eine schrittweise Demokratisierung und das Aufbrechen der realsozialistischen Struktur hin zu einem Sozialismus, in dem „der zentrale Faktor nicht der Staat, sondern der Mensch“ sei – ähnlich dem Reformprozess in der Sowjetunion –, wurden vor der Parteiöffentlichkeit diskutiert.
Die Notwendigkeit einer konvertiblen Währung drang spätestens im Frühjahr des Jahres 1987 in den Vordergrund, genauso, wie eine schrittweise Hinwendung zu marktwirtschaftlichen Elementen in Betracht gezogen wurde. Als Ziel wurden Verfassungsänderungen und ein neuer Staatsbau ausgemacht.
Schiwkow erklärte im Jahr 1989:

„Die Situation ist äußerst schwierig. Es wird mindestens ein Jahr, anderthalb Jahre, vielleicht zwei Jahre lang schwierig sein.“

Zum ersten Mal seit dem Amtsantritt Gorbatschows kam es zu politischen Differenzen zwischen der bulgarischen und der sowjetischen Partei- und Staatsführung. Trotz der seitens der UdSSR neu propagierten Sinatra-Doktrin missbilligte die KPdSU den als zu westlich empfundenen Neuausrichtungskurs ihrer bulgarischen Schwesterpartei, der im Juli 1987 konzipiert worden war. Diese „Julikonzeption“ sah begrenzte Elemente liberaler Demokratie vor, mit denen die BKP ihren Führungsanspruch aufgegeben hätte. Bezugnehmend auf diese Missbilligung erklärte Gorbatschow 1989, dass „es sowohl bei euch als auch bei uns Hitzköpfe“ gebe, „die nur nach Westen“ schauten. Schiwkow zog infolge dieser Maßregelungen aus Moskau die ambitionierten Reformpläne zu großen Teilen zurück.
Im Herbst 1989 meldete Todor Schiwkow einen Staatsbesuch in Moskau an, der von Gorbatschow allerdings abgelehnt wurde. Dies wurde vonseiten der bulgarischen Partei- und Staatsführung als endgültiges Signal der Ungnade Moskaus gegenüber Schiwkows Person interpretiert.
Am 24. Oktober 1989 meldete Außenminister Petar Mladenow in einem Brief an die Parteiführung scharfe Bedenken an der Amtsführung des Generalsekretärs an und forderte erstmals Schiwkows Rücktritt. Am 4. November trat Mladenow vom Posten des Außenministers zurück. Infolge dieses Briefes sprachen sich Georgi Atanassow, Dobri Dschurow und weitere Teile der Nomenklatura gegen den Generalsekretär aus. Dabei wurden sie vom sowjetischen Botschafter Wiktor Scharapow unterstützt.

## Sitzung des Politbüros der BKP am 9. November
Auf der Sitzung des Politbüros des Zentralkomitees der BKP am 9. November 1989 reichte Schiwkow auf Druck der sowjetischen Botschaft und seiner engsten Gefolgsleute Jordan Jotow, Dobri Dschurow, Dimitar Stanischew, Stanko Todorow, Grischa Filipow und Georgi Atanassow seinen Rücktritt vom Amt des Generalsekretärs der BKP ein.
Das Rücktrittsgesuch wurde von Petar Mladenow und dem späteren Ministerpräsidenten Andrei Lukanow auf die Tagesordnung der Politbürositzung gesetzt. Einige Mitglieder des Zentralkomitees wie Milko Balew und Dimitar Stojanow wurden nicht im Voraus informiert.
Schiwkow legte allerdings den Staatsratsvorsitz zunächst nicht nieder, obwohl er vom Politbüro dazu aufgefordert wurde.
Die Nachricht über seinen Rücktritt verbreitete sich inoffiziell.

## Plenum des Zentralkomitees der BKP am 10. November
Am Vormittag des 10. November 1989 kam das Zentralkomitee der BKP zusammen. Am Novemberplenum nahmen alle Mitglieder und Kandidaten des ZK der BKP, die Vorsitzenden der Gewerkschaften, sowie Ministerinnen und Minister und Vorsitzende der regionalen Verwaltungseinheiten teil.
Die Tagesordnung bestand aus zwei Kernpunkten: Zuerst sollte der scheidende Generalsekretär einen Bericht über die aktuelle Lage im Land und über „den geplanten Beginn des Übergangs zur Marktwirtschaft“ abgeben und daraufhin vom Amt des Generalsekretärs des ZK der BKP zurücktreten. Nach einleitenden Worten genehmigte das Zentralkomitee den vorgelegten Bericht.
Während der Nachmittagssitzung nahm das ZK Schiwkows Rücktritt an und verwehrte ihm eine Stellungnahme zur Beschlussvorlage. Petar Mladenow wurde als sein Nachfolger im Amt des Generalsekretärs eingesetzt. Entgegen Schiwkows ausdrücklichem Wunsch, Staatsoberhaupt zu bleiben, um einen „schrittweisen Übergang“ zu gewährleisten, schlug das Plenum dem Narodno Sabranie die Befreiung Schiwkows vom Amt des Staatsratsvorsitzenden vor.

## Folgende Ereignisse
Am 17. November 1989 nahm das Narodno Sabranie Schiwkows Rücktritt als Staatsratsvorsitzender an. Die Parlamentssitzung wurde live im Fernsehen übertragen. Mladenow wurde nun auch im Amt des Staatsratsvorsitzenden bestätigt, womit Schiwkow endgültig abgesetzt war. Während der Debatte kritisierte Slawtscho Transki das nun ehemalige Staatsoberhaupt deutlich. In dieser berühmt gewordenen Rede weitete er seine negative Einschätzung über Schiwkows Gefolgsleute aus.
Das Parlament entfernte im folgenden Gesetze aus dem Strafgesetzbuch, die Kritik an der Regierung kriminalisierten.
Am 18. November fand auf dem Vorplatz der Alexander-Newski-Kathedrale die erste freie Demonstration nach dem Ende des Realsozialismus statt. In den folgenden Tagen zeigte der Druck der Straße schnell, dass die lose organisierte Opposition sich nicht mit den Ergebnissen des Novemberplenums zufriedengeben konnte, da es keine Beschlüsse in Richtung Wandel zum Pluralismus und zur Marktwirtschaft beinhaltete, die über bloße Lippenbekenntnisse hinausgegangen wären. Am 7. Dezember gründete sich die Union Demokratischer Kräfte.
Auf dem Plenum des Zentralkomitees der BKP vom 11. bis 13. Dezember trat die Bulgarische Kommunistische Partei von ihrem Machtanspruch zurück. Diese Entwicklung gipfelte im Juni 1990 in den ersten freien Wahlen seit 1945, nach denen Bulgarien endgültig zur Marktwirtschaft überging.

## Rückschau
Das Novemberplenum des ZK der BKP lässt sich in die politische Umbruchsbewegung im Herbst des Jahres 1989 einordnen. Mit dem Kollaps der sowjetischen Einflusssphäre entstanden neue Herausforderungen für die bulgarische Machtelite, die zu großen Teilen bis 1997 aus ehemaligen Parteikadern der BKP bestand. Zum ersten realpolitischen Schritt der Wende wurde in Bulgarien also – ähnlich wie in der DDR – die Absetzung der Parteiführung, jedoch ohne größerer Beteiligung der Bevölkerung, da Schiwkows Amtszeit „vielmehr aufgrund außer- und innerparteilichen Drucks“ beendet wurde. Es handelte sich also nicht um einen verhandelten Demokratisierungsprozess.
Die Bedeutung des 10. November 1989 wurde immer wieder relativiert. Der spätere Staatspräsident Schelju Schelew, der im Novemberplenum zwar einen letzten Versuch zur Machterhaltung mittels Reformen innerhalb der BKP ausmachte, datierte den Beginn des Demokratisierungsprozesses allerdings auf die Gründung der ersten Oppositionsgruppen am Anfang des Jahres 1988.